# Мішевко-Стефани
Мішевко-Стефани (пол. Miszewko-Stefany) — село в Польщі, у гміні Слупно Плоцького повіту Мазовецького воєводства.
Населення — 165 осіб (2011).
У 1975-1998 роках село належало до Плоцького воєводства.

## Демографія
Демографічна структура станом на 31 березня 2011 року:
|          | Загалом | Допрацездатний вік | Працездатний вік | Постпрацездатний вік |
| -------- | ------- | ------------------ | ---------------- | -------------------- |
| Чоловіки | 77      | 18                 | 52               | 7                    |
| Жінки    | 88      | 20                 | 51               | 17                   |
| Разом    | 165     | 38                 | 103              | 24                   |